# MirageOS
Ne pas confondre avec l’exo‐noyau MirageOS destiné à la construction d’unikernels.

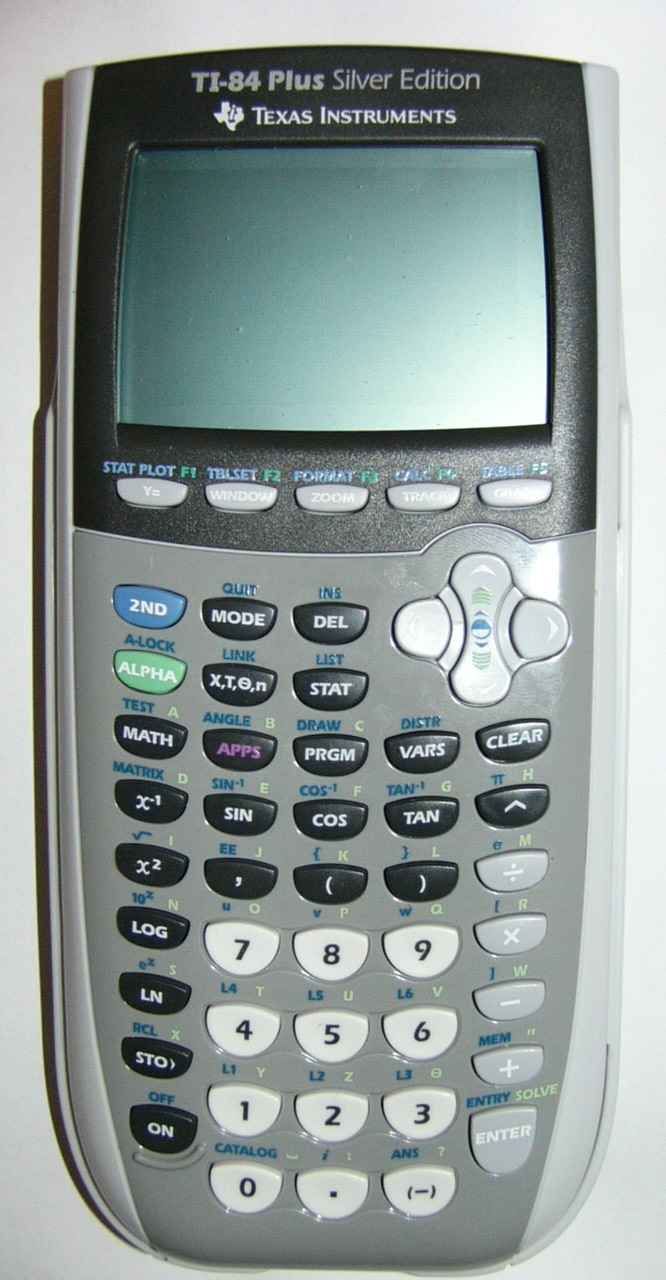
TI-84 PLUS

MirageOS est un shell graphique pour les calculatrices TI-83 Plus et TI-84 Plus, créé par Detached Solutions. Cette application (il ne s'agit pas d'un système d'exploitation) permet d'exécuter des programmes écrits en assembleur écrit pour ce shell ou pour Ion, mais aussi des programmes écrits en BASIC.